# Algis Strelčiūnas

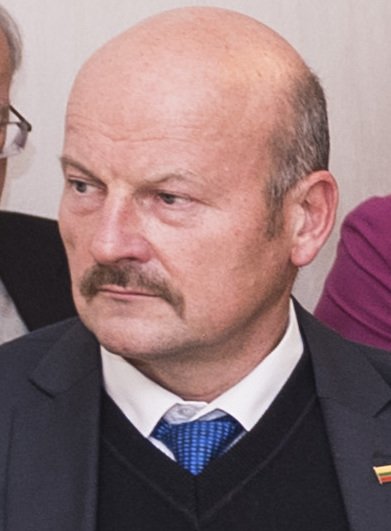
Algis Strelčiūnas

Algis Strelčiūnas (* 7. September 1960 in Vilnius) ist ein litauischer konservativer Politiker, Mitglied des Seimas.

## Leben
Algis Strelčiūnas lernte an der 34. Mittelschule Vilnius in Lazdynai und von 1975 bis 1979 Autotransportexploatation am Politechnikum Vilnius. Nach dem Sowjetarmee-Dienst studierte er ab 1981 am Vilniaus inžinerinis statybos institutas und wurde Ingenieur.
Von 1992 bis 2011 war er Leiter (der Älteste) von Stadtamt Lazdynai (Ältenschaft Lazdynai). Von 2011 bis 2012 war er Mitglied im Rat der Stadtgemeinde Vilnius und seit 2012 Mitglied im Seimas.
Algis Strelčiūnas war drei Amtszeiten lang (2006–2012) Präsident des litauischen Verbands der Ältesten von Amtsbezirken.

## Familie
Algis Strelčiūnas ist verheiratet und hat einen Sohn sowie eine Tochter.